# Martin Högdahl
Ted Martin Högdahl, född 3 september 1975 i Kortedala, Göteborg, är en svensk filmregissör.
Högdahl studerade vid Dramatiska Institutet och Kulturama. Han regidebuterade 2000 med kortfilmen Pojken som kunde prata med stenar, följd av kortfilmen Tillträde förbjudet 2003. 2004 TV-debuterade han som regissör i serien Orka! Orka!, där han stod för regin i två avsnitt. 2005 regisserade han kortfilmen Uttagningen.
Långfilmsdebuten skedde med 2012 års Isdraken, baserad på Mikael Engströms roman med samma namn. Filmen belönades med pris vid filmfestivaler i Tel Aviv, Köln, Lübeck och Buenos Aires.

## Filmografi
- 2000 – Pojken som kunde prata med stenar
- 2003 – Tillträde förbjudet
- 2004 – Orka! Orka! (TV-serie)
- 2005 – Uttagningen
- 2012 – Isdraken
- 2016 – Jätten